# Mistrzostwa Europy w Lekkoatletyce 2012 – bieg na 5000 m kobiet
Bieg na 5000 metrów kobiet – jedna z konkurencji rozgrywanych podczas lekkoatletycznych mistrzostw Europy na Stadionie Olimpijskim w Helsinkach.

## Terminarz
| Data       | Godzina |       |
| ---------- | ------- | ----- |
| 28 czerwca | 17:35   | Finał |

## Rekordy
Tabela prezentuje rekord świata, rekord Europy, rekord mistrzostw Europy, a także najlepsze rezultaty na świecie i w Europie w sezonie 2012 przed rozpoczęciem mistrzostw.
|                          | Zawodnik                  | Wynik    | Miejsce   | Data                 |
| ------------------------ | ------------------------- | -------- | --------- | -------------------- |
| Rekord świata            | Tirunesh Dibaba           | 14:11,15 | Oslo      | 6 czerwca 2008(dts)  |
| Listy światowe           | Vivian Jepkemoi Cheruiyot | 14:35,62 | Rzym      | 31 maja 2012(dts)    |
| Listy europejskie        | Sara Moreira              | 15:08,33 | Watford   | 9 czerwca 2012(dts)  |
| Rekord mistrzostw Europy | Alemitu Bekele            | 14:52,20 | Barcelona | 1 sierpnia 2010(dts) |
| Rekord Europy            | Lilija Szobuchowa         | 14:23,75 | Kazań     | 19 lipca 2008(dts)   |

## Rezultaty

### Finał
| Poz. | Zawodnik           | Reprezentacja   | Czas     | Uwagi |
| ---- | ------------------ | --------------- | -------- | ----- |
|      | Olga Gołowkina     | Rosja           | 15:11,70 |       |
|      | Ludmyła Kowałenko  | Ukraina         | 15:12,03 |       |
|      | Sara Moreira       | Portugalia      | 15:12,05 |       |
| 4    | Julia Bleasdale    | Wielka Brytania | 15:12.77 | PB    |
| 5    | Roxana Bârcă       | Rumunia         | 15:13.40 | PB    |
| 6    | Nadia Ejjafini     | Włochy          | 15:16.54 | PB    |
| 7    | Svetlana Kireyeva  | Rosja           | 15:19.55 |       |
| 8    | Almensch Belete    | Belgia          | 15:22.15 | SB    |
| 9    | Elena Romagnolo    | Włochy          | 15:24.38 |       |
| 10   | Judith Plá         | Hiszpania       | 15:27.62 | SB    |
| 11   | Dudu Karakaya      | Turcja          | 15:29.71 |       |
| 12   | Christine Bardelle | Francja         | 15:33.49 |       |
| 13   | Barbara Maveau     | Belgia          | 15:33.68 |       |
| 14   | Layeş Abdullayeva  | Azerbejdżan     | 15:33.88 | SB    |
| 15   | Silvia Weissteiner | Włochy          | 15:39.23 |       |
| 16   | Helen Clitheroe    | Wielka Brytania | 15:49.13 | SB    |
| 17   | Maren Kock         | Niemcy          | 15:52.74 |       |
| 18   | Lidia Rodríguez    | Hiszpania       | 16:07.73 |       |
| –    | Fadime Suna        | Turcja          | –        | DNF   |
| –    | Sabine Fischer     | Szwajcaria      | –        | DNF   |
| –    | Johanna Lehtinen   | Finlandia       | –        | DNF   |
| –    | Stephanie Twell    | Wielka Brytania | –        | DNS   |